# Brouage
Brouage is een plaats in het Franse departement Charente-Maritime. Het vormt sinds 1825 samen met Hiers de gemeente Hiers-Brouage, die op 1 januari 2019 is gefuseerd met de gemeente Marennes tot de gemeente Marennes-Hiers-Brouage. Brouage is lid van Les Plus Beaux Villages de France.

## Geschiedenis
Brouage is gesticht in 1555. Toen lag het aan de Atlantische kust maar sinds de 17e eeuw kwam het landinwaarts te liggen. De baai verzandde en verschillende vroegere eilandjes geraakten verbonden met het vasteland. Tussen 1630 en 1640 liet Richelieu het stadje omwallen in zijn strijd tegen het protestantse La Rochelle. De vesting diende als wapenopslagplaats en kon een garnizoen van 6000 man herbergen. De wallen, die goed bewaard zijn, vormen een vierkant van 400 bij 400 meter. Er zijn zeven bastions met vooruitstekende wachttorentjes. Twee poorten, de Porte Royale en de Porte de Marennes, vormen nog steeds de enige toegangswegen. Van op de wallen heeft men een weids uitzicht op de omliggende polders en de eilanden Aix en Oléron. 
De bekendste persoon uit Brouage is de ontdekkingsreiziger Samuel de Champlain (1567/1570-1635), de stichter van de Franse koloniën van Acadië (1604–1607) en Quebec (1608–1635).
Tijdens de Franse Revolutie deed de vesting dienst als gevangenis. In het kerkje hangen de namen van een vijftigtal gevangengezette religieuzen die er de dood vonden, de meesten door malaria. 

## Geboren
- Samuel de Champlain (1567/1570-1635), cartograaf, ontdekkingsreiziger en grondlegger van de stad Quebec

## Afbeeldingen

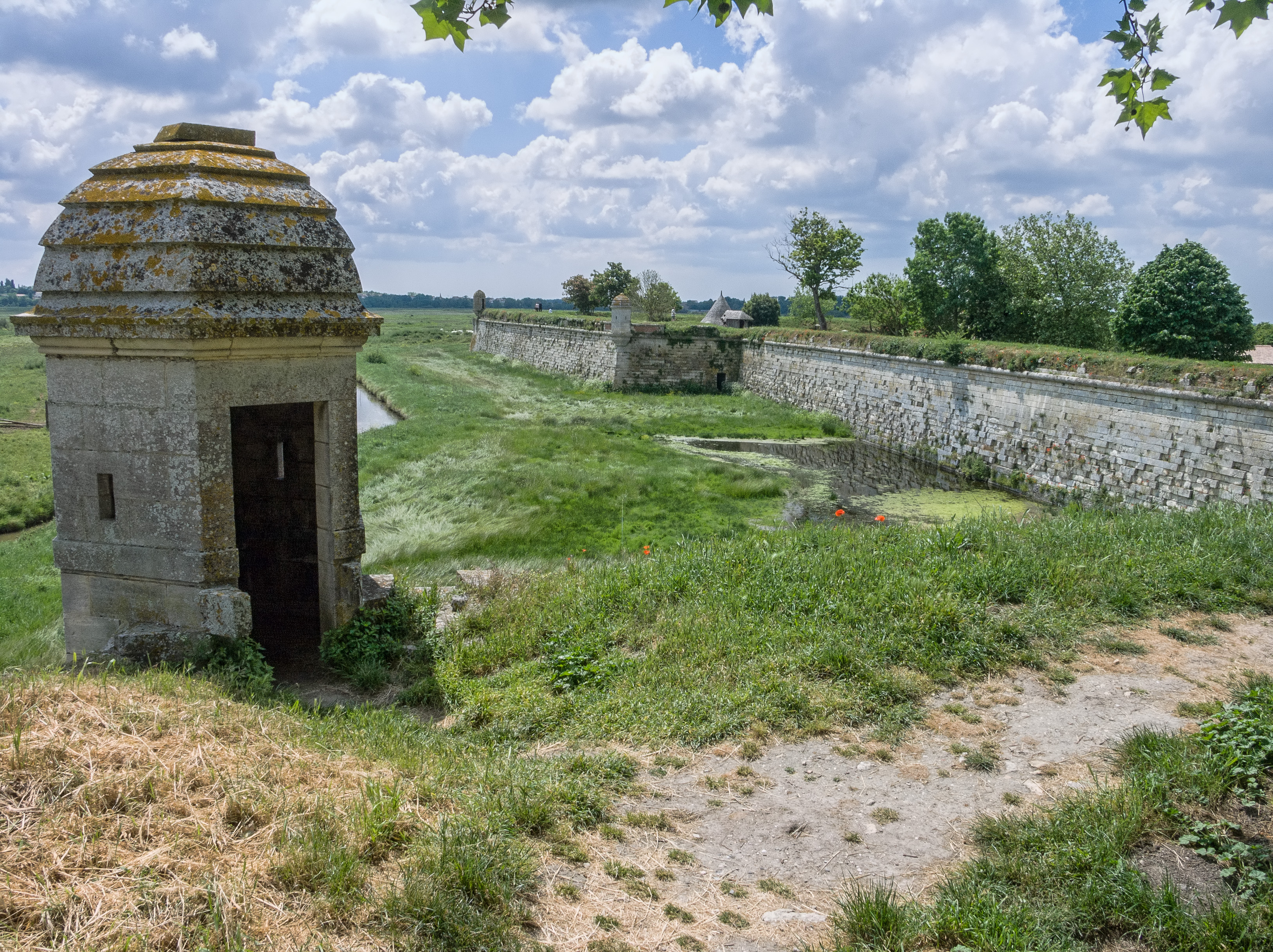
Wachttorentje van de vesting van Brouage
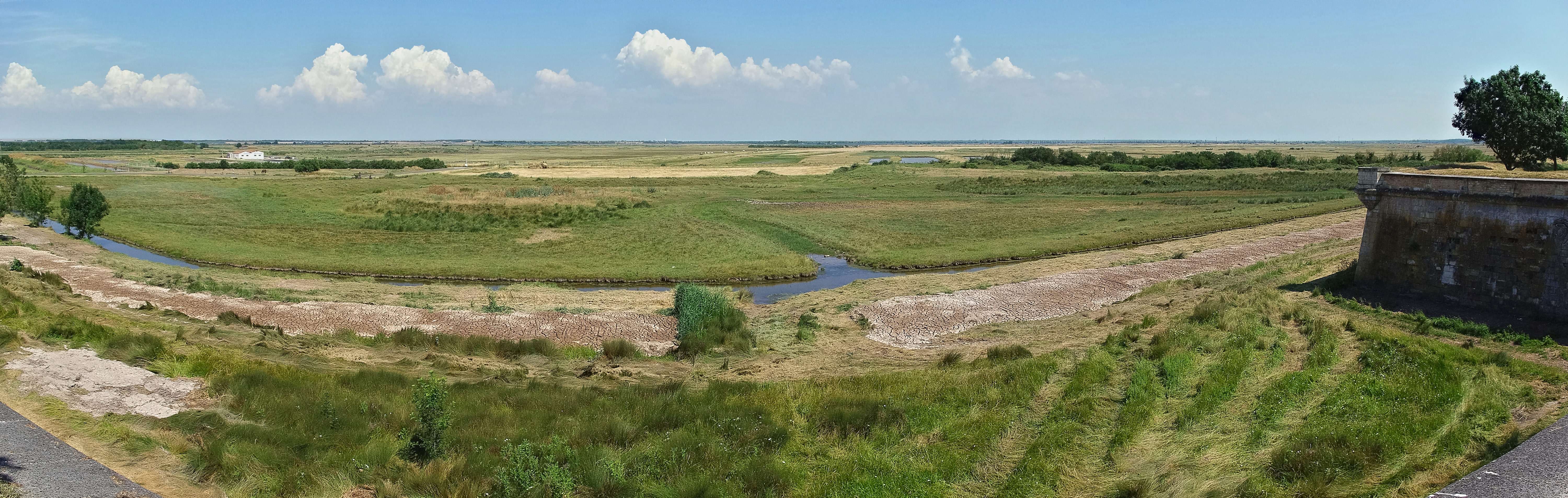
Gezicht vanaf de vesting
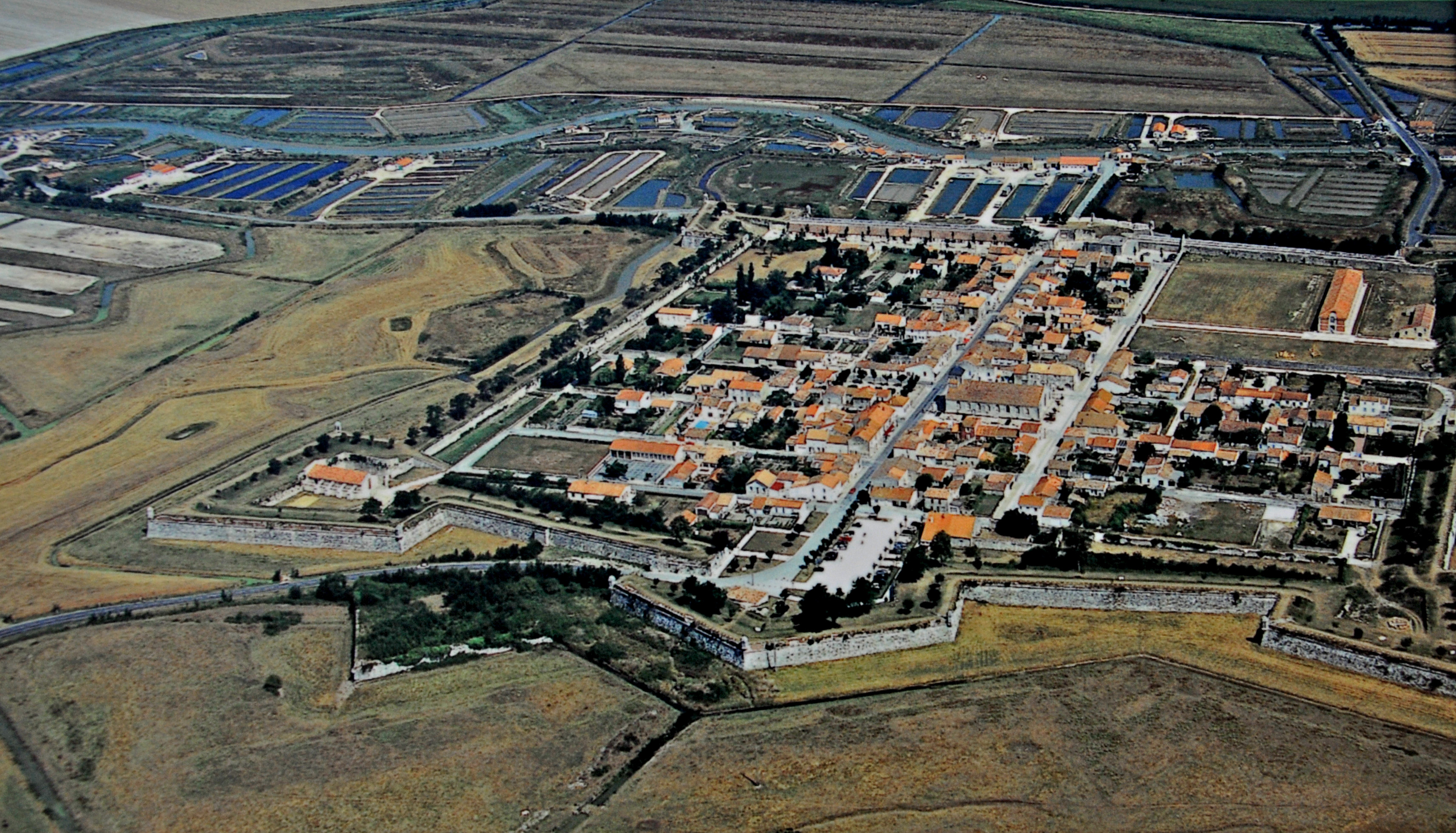
De vesting vanuit de lucht

(Sortering op regio > departement (vet) > gemeente)